# Jessica Pressler
Jessica Pressler (Marblehead, Massachusetts, 5 de agosto de 1977) es una escritora y periodista estadounidense, editora de Vanity Fair. Fue redactora de New York Magazine y editora de su blog de noticias y ha colaborado para las revistas GQ y Elle. Su artículo The Hustlers at Scores, publicado en 2015, fue nominado para el National Magazine Award y la trama de la película Estafadoras de Wall Street está basada en este artículo. En 2018 escribió el artículo How Anna Delvey tricked New York’s Party People, en el cual se inspira la miniserie de Netflix Inventing Anna.

## Biografía
Pressler nació en la ciudad de Marblehead, Massachusetts, pero a edad temprana se mudó junto con su familia a Filadelfia, donde terminó sus estudios. Estudió la Licenciatura en Inglés en la Universidad de Temple. Dejó Filadelfia tras el acoso recibido por la publicación de su artículo para el New York Times en 2005 donde se refirió a la ciudad como el "sexto distrito de Nueva York". Ha sido colaboradora de varias historias y artículos comerciales en Estados Unidos. Su trabajo ha aparecido en las ediciones de 2012, 2013 y 2015 de las antologías de Best Business Writing de la Escuela de Periodismo de Columbia.

## Trayectoria
Jessica Pressler se inició como colaboradora independiente para revistas de celebridades, y después trabajó como redactora en la revista Philadelphia y el Philadelphia Weekly. Después de mudarse a Nueva York, trabajó como coeditora del blog Daily Intel de la revista New York en 2007. En Nueva York, ha escrito extensamente sobre la cultura de la riqueza y el dinero, entrevistando a directores ejecutivos de Wall Street, Goldman Sachs y AIG sobre la participación de sus empresas en la crisis financiera de 2008. Pressler ha hecho perfiles de personalidades y celebridades de Nueva York. Sus artículos destacados sobre la enemistad entre Chris Burch y Tory Burch y la cultura de las nuevas empresas de Silicon Valley han aparecido en las ediciones de The Best Business Writing.
También ha escrito para GQ, Elle, Esquire y Smithsonian. Fue una escritora habitual de resúmenes de episodios de Gossip Girl para el sitio web Vulture e hizo una aparición como editora de la New York Magazine en uno de sus episodios.
En 2014, Pressler estuvo en una controversia tras escribir una historia sobre un estudiante de último año de la preparatoria Stuyvesant High School que supuestamente había ganado $ 72 millones de dólares en acciones comerciales, pero luego se reveló que no era cierto. Esto afectó su reputación después de que Bloomberg News le rescindiera una oferta de trabajo para su unidad de investigación cuando el estudiante confesó que él había inventado todo.

### Estafadoras de Wall Street
El 28 de diciembre de 2015, Pressler publicó en la New York Magazine el artículo The Hustlers at Scores, el cual trataba sobre una historia de estríperes que manipulaban el dinero de sus clientes. Este artículo le valió una nominación al National Magazine Award en 2016. Un equipo de productores que incluía a Will Ferrell adquirió los derechos de la película en febrero de 2016. La historia fue adaptada a una película de Gloria Sanchez Productions titulada Estafadoras de Wall Street, protagonizada por Keke Palmer, Constance Wu y Jennifer Lopez, con Julia Stiles interpretando a Elizabeth, una versión ficticia de Jessica Pressler. La película se estrenó en 2019.

### Inventando a Anna
En 2018, escribió la historia sobre una estafadora de la alta sociedad de la ciudad de Nueva York que se hacía pasar por una falsa heredera alemana para obtener fondos que financiaban su lujosa vida. Esta historia fue la inspiración para la miniserie Inventing Anna (Inventando a Anna en Hispanoamérica y ¿Quién es Anna? en España), producida por Netflix y Shonda Rhimes. En esta serie, la protagonista, Vivian Kent (interpretada por la actriz Anna Chlumsky), está inspirada en Jessica Pressler mientras investigaba el caso de Anna Sorokin, conocida como Anna Delvey.

## Publicaciones
- Bad influence. Money, Lies, Power, and the World that Created Anna Delvey. Simon & Schuster. 2022
- How Anna Delvey tricked New York’s Party People. 2018.
- The Hustlers at Scores. New York Magazine. 2015.